# Cute High Earth Defense Club Love!
Cute High Earth Defense Club LOVE! (美男高校地球防衛部LOVE!, Binan kōkō chikyū bōei-bu Love!) est un anime créé par Kurari Umatani et produit par Diomedéa. La série est réalisée par Shinji Takamatsu et scénarisée par Michiko Yokote. Elle est diffusée initialement à partir du 6 janvier 2015 sur TV Tokyo au Japon et en simulcast sur Crunchyroll dans les pays francophones. Une seconde saison a démarré le 7 juillet 2016.
L'histoire se concentre sur les vies de cinq garçons ordinaires, chacun d'eux possédant un pouvoir extraordinaire basé sur la nature qui leur a été donné par une mystérieuse créature venant du cosmos. Le groupe, qui s'appelle lui-même le Club de Défense de la Terre, doit arrêter les tentatives des ennemis qui veulent conquérir la Terre, connu comme le Club de Conquête de la Terre.
Un manga spin-off intitulé Binan kokō chikyū seifuku-bu Love! a lancé sa sérialisation le 16 octobre 2014 dans le magazine en ligne de Pony Canyon. Un light novel est sorti le 7 janvier 2015 au Japon. Un jeu basé sur la série est sorti au Japon en février 2015 sur les appareils Android et iOS.

## Synopsis
Le Club de Défense de la Terre du lycée Binan (Yumoto Hakone, En Yufuin, Atsushi Kinugawa, Io Naruko et Ryuu Zaou), qui se rend régulièrement aux bains publics tenus par le frère de Yumoto, est approché par un être rose étrange qui ressemble à un wombat, venu d'une autre planète, qui les charge (contre leur gré) de la tâche qui consiste à sauver le monde. Utilisant le set de “Love bracelets” qu'il leur donne, le groupe se transforme en Battle Lovers qui utilisent le pouvoir de l'amour pour combattre les ennemis qui tentent de semer la haine et la discorde. Alors qu'ils se battent, ils rencontrent le Club de Conquête de la Terre qui est sous l'influence de Zundar, une petite créature verte qui ressemble à un hérisson ; les élus du conseil des élèves (Kinshiro Kusatsu, Ibushi Arima et Akoya Gero) deviennent leurs ennemis, et sont aussi responsables de la création des monstres contre lesquels les Lovers doivent se battre.

## Personnages

### Club de Défense de la Terre
Yumoto Hakone (箱根 有基, Hakone Yumoto)
Voix japonaise : Kazutomi Yamamoto
C'est un étudiant de première année dont la famille possède les bains publics Kurotamayu. C'est un shōta ou un Boy Lolita insouciant qui adore les animaux, les choses mignonnes et aime aussi la nourriture. Il se transforme en Prince Étincelant ; Battle Lover Scarlet. Sa couleur est le rouge et son élément est la lumière.
En Yufuin (由布院 煙, Yufuin En)
Voix japonaise : Yuichiro Umehara
C'est un étudiant de troisième année. C'est un paresseux et il fait tout à son propre rythme. Il est habituellement vu avec Atsushi. En est aussi dépeint comme quelque peu vaniteux, car lorsqu'il atteint ses 18 ans, il devient inquiet que son apparence jeune ne disparaisse. Il se transforme en Prince Luisant ; Battle Lover Cerulean. Sa couleur est le bleu et son élément est l'eau.
Atsushi Kinugawa (鬼怒川 熱史, Kinugawa Atsushi)
Voix japonaise : Kōtarō Nishiyama
C'est un étudiant de troisième année et le seul qui porte des lunettes dans le club. Il vient d'une famille riche, a de bonnes notes et est très sérieux. Parfois, il doit garder un œil sur En. C'est aussi l'ami d'enfance de Kinshiro. Il se transforme en Prince Transperçant ; Battle Lover Epinard. Sa couleur est le vert et son élément est l'air.
Io Naruko (鳴子 硫黄, Naruko Io)
Voix japonaise : Yusuke Shirai
C'est un étudiant de seconde année. Même s'il n'est qu'au lycée, il gagne de l'argent sur le marché financier. Sa devise est « La vie est une question d'argent ! ». Il est aussi ami avec Ryuu. Il se transforme en Prince Retentissant ; Battle Lover Sulfur. Sa couleur est le jaune et son élément est la terre.
Ryuu Zaou (蔵王 立, Zaō Ryū)
Voix japonaise : Toshiki Masuda
C'est un étudiant de seconde année. Il est populaire auprès des filles (même si une rumeur dit que c'est faux) et les demandes de rendez-vous affluent dans son portable. C'est le meilleur ami de Io. Il se transforme en Prince Palpitant ; Battle Lover Vesta. Sa couleur est le rose et son élément est le feu.
Wombat (ウォンバット, Uonbatto)
Voix japonaise : Mugihito
Une étrange créature rose qui ressemble à un wombat et vient d'une planète lointaine, qui donne aux garçons la mission de protéger la Terre des méchants aliens et de la remplir d'amour. La majorité du Club de Défense de la Terre essaie de débarrasser de lui car ils le voient comme une nuisance, à l'exception de Yumoto. Cependant, Wombat résout rapidement ce problème en contrôlant le professeur principal d'En et Atsushi, Mr Tawarayama, en le faisant simplement le tenir sous son bras. Wombat essaie rapidement d'enrôler le Club de Défense de la Terre en les suppliant de « l'aider à apprendre des choses sur la Terre ». Cependant, à cause du contrôle mental qu'il exerce sur Mr Tawarayama, les garçons ont vite peur car ils ont l'impression que Wombat a tué le professeur.

### Club de Conquête de la Terre
Kinshiro Kusatsu (草津 錦史郎, Kusatsu Kinshirō)
Voix japonaise : Hiroshi Kamiya
C'est un étudiant de troisième année et le président du conseil des élèves. C'est l'ami d'enfance d'Atsushi mais sa relation avec lui est distante. Il n'aime pas le fait qu'Atsushi passe son temps avec En et le reste du club. Il se transforme en Chevalier Aurite, scintillant d'or.
Ibushi Arima (有馬 燻, Arima Ibushi)
Voix japonaise : Jun Fukuyama
C'est un étudiant de troisième année et le vice-président du conseil des élèves. Il accompagne souvent Kinshiro, agissant comme s'il était son majordome. Il se transforme en Chevalier Argent, telle la neige dans le vent.
Akoya Gero (下呂 阿古哉, Gero Akoya)
Voix japonaise : Takuma Terashima
C'est un étudiant de seconde année. Il a une apparence angélique mais est une personne brusque. Il est dans la même classe que Io et Ryuu, mais il ne s'entend pas vraiment bien avec Ryuu. Il se transforme en Chevalier Perlite, qui fait éclore les fleurs.
Zundar (ズンダー, Zundaa)
Voix japonaise : Hiroki Yasumoto
Zundar est une créature verte qui ressemble à un hérisson, venu d'une planète lointaine pour conquérir la Terre. Il termine ses phrases par « dar ».

### Monstres
Kazutake Chiku (知久和武, Chiku Kazutake)
Voix japonaise : Akira Ishida
Un étudiant du lycée, en troisième année, ordinaire et banal, qui ne se démarque pas. Il est devenu le monstre-chikuwabu.
Wario Hashida (橋田割男, Hashida Wario)
Voix japonaise : Katsuyuki Konishi
Un étudiant du lycée qui est obsédé par l'ordre et les règles. Il est devenu le monstre-baguettes.
Moteo Kurotori (黒鳥持手男, Kurotori Moteo)
Voix japonaise : Kōji Yusa
Le conseiller narcissique du Club de Ballet du lycée Binan, obsédé par la victoire du concours du plus beau garçon de l'école. Il devient le monstre-cygne noir.
Oyaji Igarao (五十顔親治, Igarao Oyaji)
Voix japonaise : Kōsuke Toriumi
Un étudiant « qui a le visage d'un homme de 50 ans ». Il est devenu le monstre-bishōnen qui a transformé tout le monde en enfant.
Enkaku Sōsa (宗佐円覚, Sōsa Enkaku)
Voix japonaise : Takuya Eguchi
Un étudiant du lycée dont la vie est contrôlée par son père. Il est devenu le monstre-télécommande qui ressemble à un calmar.
Ichiban Itsumo (逸茂一番, Itsumo Ichiban)
Voix japonaise : Ken'ichi Suzumura
Un étudiant du lycée, en troisième année, dont les notes sont « toujours n°1 ». Quand ses notes sont tombées au n°2 derrière Io, sa jalousie a attiré Caerula Adamas et il est devenu le monstre-vis.
Shō Komi (古見翔, Komi Shō)
Voix japonaise : Yoshitsugu Matsuoka
Un étudiant du lycée, en seconde année, transféré au lycée Binan à la fin de sa première année. Après avoir attrapé la grippe, il a arrêté d'aller à l'école et a commencé à vivre enfermé. Il est devenu le monstre-Hikikomori.
Uriya Makuwa (真桑ウリヤ, Makuwa Uriya)
Voix japonaise : Hikaru Midorikawa
Un étudiant du lycée excessivement égocentrique qui est devenu le monstre-melon.
Rui Megawa (芽川類, Megawa Rui)
Voix japonaise : Tsubasa Yonaga
Le camarade de classe de Yumoto et le manager du club de baseball qui prend plaisir de l'attention qu'il reçoit grâce à son aspect de « meganedanshi ». Quand le rhume de Yumoto le transforme également en meganedanshi, la jalousie de Rui le fait devenir le monstre-lunettes.

### Autres
Gōra Hakone (箱根強羅, Hakone Gōra)
Voix japonaise : Tomokazu Sugita
C’est le grand frère de Yumoto, qui gère les bains publics. Il est quasiment toujours vu en train de couper du bois pour les bains. Dans l'épisode final, il est révélé qu'il est le Battle Lover initial.
Kou Kinosaki (城崎コウ, Kinosaki Kō)
Voix japonaise : Showtaro Morikubo
C'est le président de l'Association du Journal du lycée Binan. Il est souvent vu en train d'observer attentivement le Club de Défense.
Tazawa (田沢益也, Tazawa)
Voix japonaise : Yūichi Iguchi
C'est le photographe de l'Association du Journal du lycée Binan. Il est normalement inexpressif, mais devient très passionné quand il prend des photos.
Hireashi (ヒレアシ, Hireashi)
Voix japonaise : Hiroshi Ōtake
Un mystérieux poisson rouge qui parle, associé à l'Association du Journal du lycée Binan. Dans  l'épisode final, il est révélé qu'il diffusait une émission de télé-réalité sur les Battle Lovers et Caerula Adamas dans tout l'univers.
Mr. Tawarayama
Voix japonaise : Mugihito
Le professeur d'En et Atsushi ; il a été tué en trébuchant sur Wombat et en tombant ensuite dans les escaliers, mais Wombat explique rapidement qu'il n'est pas techniquement mort. Cependant, il doit rester à proximité pour que le professeur ne souffre pas des effets de la décomposition. Il l'utilise aussi comme couverture afin de passer inaperçu. Tawarayama revient brièvement à lui dans « L'amour, les voyages et les brosses à dents » mais est accidentellement blessé à nouveau, le rendant comateux une nouvelle fois. Comme aucun des Battle Lovers ou Wombat n'a pu témoigner de son bref rétablissement, ils ne savent pas s'il est un cadavre animé  ou s'il va simplement bientôt se réveiller.

## Médias

### Manga
Un manga intitulé Binan kokō chikyū seifuku-bu Love! (Cute High Earth's Conquest Club Love!) a lancé sa sérialisation mensuelle dans le magazine de BD en ligne de Pony Canyon (Ponimaga.jp) le 16 octobre 2014. Le manga se concentre plus sur les vies des antagonistes de la série.

### Light novel
Un light novel écrit par Takahashi Natsuko et illustré par Hara Yumiko est sorti au Japon le 7 janvier 2015 en roman de poche.

### Anime
L'anime est produit au sein du studio Diomedéa avec une réalisation de Shinji Takamatsu et un scénario de Michiko Yokote. Il est diffusé initialement à partir du 6 janvier 2015 au Japon sur TV Tokyo. L'anime est diffusée par Crunchyroll dans les pays francophones, par Madman Entertainment en Australie et en Nouvelle-Zélande, et par Funimation/Ponycan USA en Amérique du Nord.
Une seconde saison est annoncée en août 2015.

#### Liste des épisodes
| No | Titre en français                                 | Titre original                                                | Date de 1re diffusion |
| --- | ------------------------------------------------- | ------------------------------------------------------------- | --------------------- |
| 1 | Sous la protection de l'amour                     | 愛という名のもとに Ai to iu na no moto ni                     | 6 janvier 2015        |
| Au lycée Binan, les membres du Club de Défense de la Terre, aussi connu comme le « club qui ne fait rien », profitent de leurs vies tranquilles de lycéens. Mais leurs vies normales d'étudiants change soudainement quand un wombat rose qui parle apparaît de nulle part et demande aux garçons de l'aider à sauver la Terre avec le pouvoir de l'amour et de devenir des guerriers magiques connus sous le nom des Battle Lovers. |                                                   |                                                               |                       |
| 2 | L'amour, c’est ne rien regretter                  | 愛とはけして後悔しないこと Ai towa keshite koukai shinai koto | 13 janvier 2015       |
| Pendant que le Club de Défense de la Terre cherche à essayer et comprendre leurs nouveaux rôles de super héros, le conseil des élèves se réunit pour discuter de l’apparition du mystérieux groupe nommé « les Battle Lovers » qui ont interféré avec leurs plans de conquérir la Terre en tant que Club de Conquête de la Terre, Caerula Adamas. |                                                   |                                                               |                       |
| 3 | Découvre l'amour, Narcisse!                       | 愛せよ、ナルシス！ Aiseyo, narushisu!                         | 20 janvier 2015       |
| Le traditionnel concours du plus beau garçon du lycée Binan approche. Les membres du Club de Défense de la Terre, qui ne montrent pas beaucoup d'intérêt dans l’événement, font les idiots dans la salle du club durant leur temps libre. Mais quand un rival du conseil des élèves, Akoya,essaie de combattre Ryuu, le club décide de tenir un conseil stratégique pour faire gagner le « Dom Juan n°1 » du Club de Défense de la Terre.. Pendant ce temps, la lutte vaine du conseiller du Club de Ballet pour gagner le concours attire l'attention du Club de Conquête. Le jour du concours arrive, et le gagnant est sur le point d'être annoncé, quand soudain...                                                |                                                   |                                                               |                       |
| 4 | Les beaux défenseurs de l'amour et de la jeunesse | 愛と青春の美少年 Ai to seishun no bishōnen                    | 27 janvier 2015       |
| Lorsqu'ils étaient enfants, Atsushi et Kinshiro ont fait des vœux après avoir vu une étoile filante. Une nuit dans le bureau du conseil des élèves, Kinshiro repense à ce jour, et renouvelle son serment de dominer le monde. Pendant ce temps, le Club de Défense de la Terre est en train de tenir une de ses habituelles réunions aux bains Kurotama et discute de ce que signifie être jeune. Le jour d'après, tous les étudiants du lycée Binan sont soudainement transformés en enfants, et les Battle Lovers sont obligés de combattre un nouvel ennemi même s'ils ont la taille d'enfants. |                                                   |                                                               |                       |
| 5 | L'amour, c'est voler sans hésiter                 | 愛は惜しみなく奪う Ai wa oshiminaku ubau                      | 3 février 2015        |
| L'Association du Journal du lycée Binan commence à s'intéresser aux récents événements impliquant les Battle Lovers qui se produisent autour de l'école, et poursuit le Club de Défense de la Terre, au grand dam des membres du club. Peuvent-ils garder leurs identités secrètes ? |                                                   |                                                               |                       |
| 6 | L'amour se passe de mots                          | 愛は背中で語るもの Ai wa sena de kataru mono                  | 10 février 2015       |
| Le Club de Défense de la Terre est menacé d'être dissout si l'un des membres ne réussit pas ses examens. Et pour essayer de dissoudre le Club de Défense, le conseil des élèves offre un poste de trésorier à Io. |                                                   |                                                               |                       |
| 7 | L'amour, les voyages et les brosses à dents       | 愛と合宿と歯ブラシ Ai to gasshuku to haburashi                | 17 février 2015       |
| Le Club de Défense part faire un camp d'entraînement à la plage. Quand Io découvre que quelqu'un parmi leur groupe a utilisé sa brosse à dents, les garçons commencent à se suspecter entre eux. Pendant ce temps, le Club de Conquête est aussi en vacances, dans un complexe hôtelier de luxe privé |                                                   |                                                               |                       |
| 8 | L'amour erre sans but                             | 愛は彷徨う Ai wa samayō                                       | 24 février 2015       |
| Un nouveau monstre apparaît et a le pouvoir de créer des disputes entre amis. Quand En est mis sous l'influence du monstre, Atsushi et lui ont immédiatement une énorme dispute et la tension montre entre eux. Les Battle Lovers peuvent-ils battre ce nouvel ennemi et sauver l'amitié d'En et Atsushi ? |                                                   |                                                               |                       |
| 9 | L'amour est plus fort que la fierté               | 愛はプライドより強い Ai wa puraido yori tsuyoi                | 3 mars 2015           |
| Après que tous leurs monstres aient été vaincus les uns après les autres, le Club de Conquête tente une nouvelle stratégie pour battre les Battle Lovers en installant un piège pour eux sur le Mont Binan. Même si le Club de Défense suspecte un piège, ils n'ont pas assez d'argent pour faire le voyage. L'Association du Journal surprend leur dilemme et propose d'aider à financer le Club de Défense si les garçons participent à un photo-shoot. |                                                   |                                                               |                       |
| 10 | L'amour, c'est des lunettes...                    | 愛それはメガネ Ai sore wa megane...                           | 10 mars 2015          |
| Yumoto attrape un rhume pour la première fois de sa vie. Après s'être reposé un jour à la maison, il retourne à l'école le lendemain ; cependant, son caractère a complètement changé. Il devient un garçon à lunettes intéressant similaire à son camarade de classe, Rui Megawa, ce qui rend Rui jaloux de la nouvelle popularité de Yumoto auprès des étudiants plus âgés. |                                                   |                                                               |                       |
| 11 | Les épreuves de l'amour                           | 愛という名の試練 Ai to iu na no shiren                        | 17 mars 2015          |
| Le lycée Binan est en pleine préparation de son festival cultural. Comme la classe ou le club qui gagnera le concours de popularité recevra de l'argent, le Club de Défense va aussi participer. Les garçons décident de servir le curry d'Atsushi et de se transformer dans leurs costumes de Battle Lovers pour vendre du « Cosplay Hero Curry ». Le jour du festival culturel, alors que Kinshiro suit l'odeur de curry qui flotte dans la salle du conseil des élèves, il trouve Atsushi transformé en Epinard dans la salle du Club de Défense, découvrant son identité secrète. À cause de souvenirs rancuniers, Kinshiro se transforme en Aurite, et la bataille en les Battle Lovers et Caerula Adamas débute. |                                                   |                                                               |                       |
| 12 | Amour éternel                                     | 愛よ永遠に Ai yo eien ni                                      | 24 mars 2015          |
| Le poisson rouge Hireashi révèle que tous les événements qu'ont vécus les Battle Lovers et Caerula Adamas étaient en fait une émission de télé-réalité qui était diffusée dans tous l'univers. |                                                   |                                                               |                       |

#### Musique
Générique de début
Zettai Muteki☆Fallin'LOVE☆ (絶対無敵☆Fallin'LOVE☆) par le Club de Défense de la Terre (Kazutomi Yamamoto/Yuichiro Umehara/Kotaro Nishiyama/Yusuke Shirai/Toshiki Masuda)
Générique de fin
I miss you no 3 meters (I miss you の3メートル) par le Club de Conquête de la Terre (Hiroshi Kamiya/Jun Fukuyama/Takuma Terashima)